# Drömpop

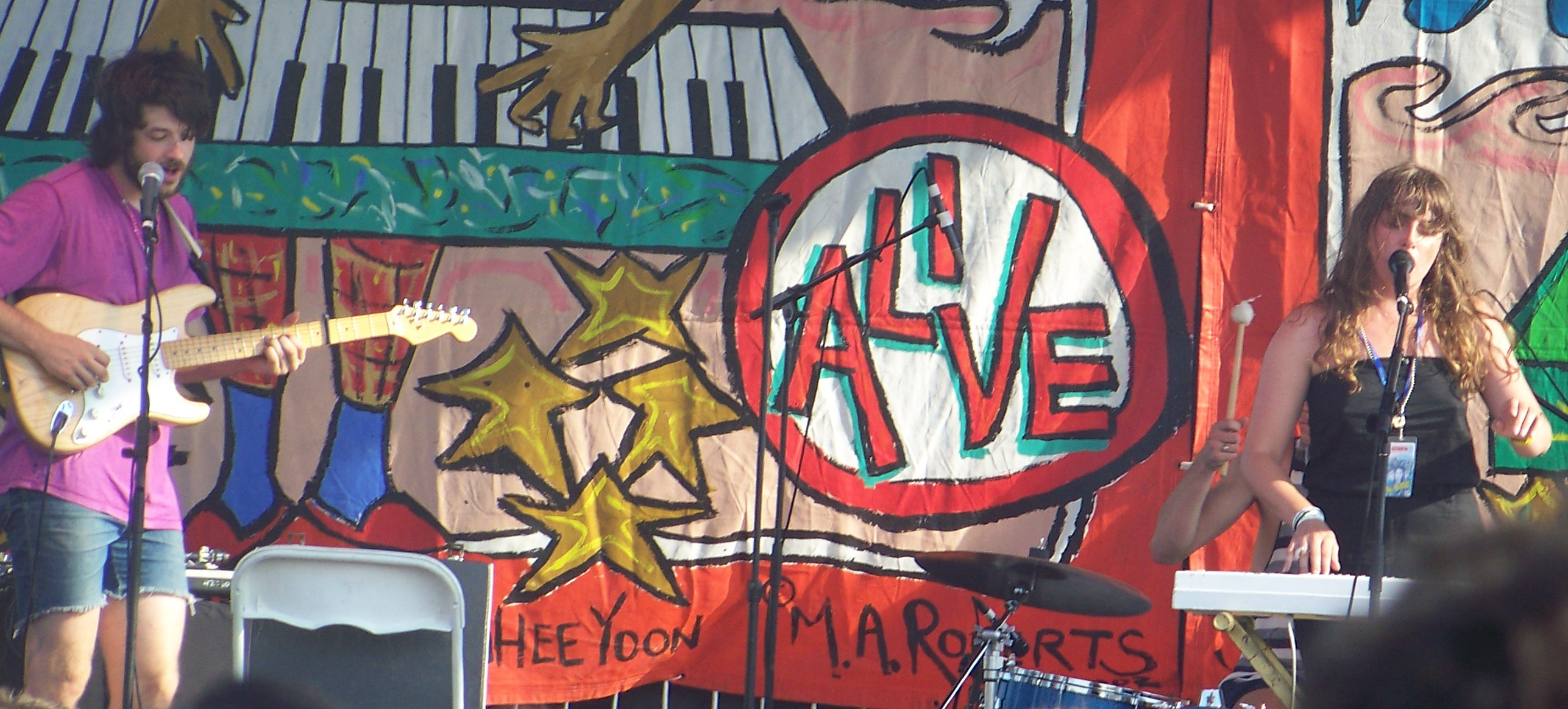
Amerikanska duon Beach House är ett av de nyare banden inom genren.

Drömpop eller dreampop (engelska: dream pop) är en lågmäld och "drömsk" musikgenre inom alternativ rock och pop, född i Storbritannien i mitten av 1980-talet. Genren kännetecknas av en dämpad och lugn atmosfär som skapar en drömliknande och sömnig känsla.

## Historia
Stilen som senare kom att kallas drömpop växte fram i Storbritannien under mitten av 1980-talet och uppstod då grupper som Cocteau Twins (med albumet Treasure), The Chameleons, The Passions, Arab Strap, Dif Juz, Lowlife och A.R. Kane började experimentera med mjuka popmelodier i sensuell, ljudmässigt ambitiös ljudlandskap. Termen användes först nästan bara i USA. En så kallad supergrupp inom drömpopen var bandet This Mortal Coil, vilka var kända för att göra covers av mörka poplåtar från 1960-talet till 80-talet. Bland de första inspelade drömpoplåtarna brukar man räkna "Sunday Morning" av The Velvet Underground & Nico (1966) och "Number 9 Dream" av John Lennon (1974). Senare artister inom genren inkluderar Julee Cruise, Beach House och Still Corners. På svenska finns bland andra Alice Boman, Vivii och Mutant Gredelin och The Radio Dept.
Trots att stilen anses vara en subgenre till alternativ rock, lutar den ljudmässigt mer åt pop (då främst indiepop) än åt rock – därav namnet. Då drömpop anses vara en svårdefinierad genre är ett återkommande exempel låten "Rhinoceros" av The Smashing Pumpkins från albumet Gish (1991), vilken beskrivits som en kombination av drömpop och psykedelisk rock.
Till närbesläktade genrer hör shoegaze, postpunk, ambient, indiepop, triphop, psykedelisk rock och noiserock.